# Puebloo
Puebloo fue un servicio de microblogging y redes sociales con sede en España desarrollado entre el 26 de noviembre de 2020 y finales de 2023. Consistía en una aplicación web para los habitantes, negocios e instituciones que busca combatir la despoblación y visibilizar los pueblos de la España Vaciada.
Su funcionamiento pasó a fase beta el 29 de junio de 2021 y el verano de ese mismo año se publicó de forma abierta.

## Características
El objetivo de esta red social era implicar en la misma aplicación tanto a los habitantes del medio rural como a ayuntamientos, propietarios de negocios y otras instituciones y entidades rurales para promocionar la actividad cultural, la economía local, las distintas oportunidades para vivir y para facilitar la comunicación entre los pueblos. 
En las diferentes secciones de la aplicación los usuarios podían intercambiar vivencias, proponer iniciativas, visibilizar su pueblo, compartir eventos, viviendas, servicios y ofertas de empleo, y de esta forma, poder atraer turistas y nuevos habitantes.